# Elwira Lorenz
Elwira Joanna Lorenz-Gryczuk (ur. 29 lipca 1962 w Ujściu) – polska wioślarka, olimpijka z Seulu 1988.
Zawodniczka klubów SMS Wałcz w latach 1979–1981 i AZS-AWF Warszawa (od roku 1981). Jako juniorka zdobyła tytuł wicemistrzyni świata juniorów w dwójce bez sternika (partnerką była Katarzyna Janc). Wielokrotna (w latach 1979–1990) mistrzyni Polski w dwójkach bez sternika, dwójkach podwójnych, czwórkach bez sternika, czwórce ze sternikiem i czwórkach podwójnych.
Uczestniczka mistrzostw świata w:
- Duisburgu (1983) w czwórce ze sternikiem (partnerkami były: Katarzyna Janc, Ewa Obłuda, Zyta Jarka, Katarzyna Żmuda (sterniczka)). Polska osada zajęła 7. miejsce,
- Hazewinkel (1985) w czwórce ze sternikiem (partnerkami były: Katarzyna Janc, Elżbieta Jankowska, Zyta Jarka, Katarzyna Żmuda (sterniczka)). Polska osada zajęła 5. miejsce,
- Nottingham (1986) w dwójce bez sternika (partnerką była Zyta Jarka). Polska osada zajęła 8. miejsce,
- Kopenhadze (1987) w dwójce bez sternika (partnerką była Zyta Jarka). Polska osada zajęła 10. miejsce,
- Bled (1989) w dwójce bez sternika (partnerką była Czesława Szczepińska). Polska osada zajęła 8. miejsce,

W roku 1984 na akademickich mistrzostwach świata w Mediolanie zdobyła dwa złote medale (na dystansie 500 metrów i 2000 metrów) w czwórce ze sternikiem (partnerkami były: Katarzyna Janc, Ewa Obłuda, Grażyna Lech, Katarzyna Żmuda (sterniczka)).
Na igrzyskach w Seulu wystartowała w czwórce ze sternikiem (partnerkami były: Elżbieta Jankowska, Zyta Jarka, Czesław Szczepińska, Grażyna Błąd-Kotwica (sterniczka)). Polska osada zajęła 8. miejsce.